# Potan (sockenhuvudort i Kina, Zhejiang Sheng, lat 28,74, long 120,54)
Potan (kinesiska: 皤滩, 皤滩乡) är en sockenhuvudort i Kina. Den ligger i provinsen Zhejiang, i den östra delen av landet, omkring 170 kilometer söder om provinshuvudstaden Hangzhou. Antalet invånare är 6 750. Befolkningen består av 3 368 kvinnor och 3 382 män. Barn under 15 år utgör 22,0 %, vuxna 15-64 år 58 %, och äldre över 65 år 18,0 %.
Runt Potan är det ganska tätbefolkat, med 166 invånare per kvadratkilometer. Närmaste större samhälle är Baita, 5,3 km öster om Potan. I omgivningarna runt Potan växer i huvudsak blandskog.
Genomsnittlig årsnederbörd är 2 402 millimeter. Den regnigaste månaden är juni, med i genomsnitt 411 mm nederbörd, och den torraste är januari, med 67 mm nederbörd.